# Masurischer Kanal
Der Masurische Kanal (russisch Канал Мазурский, Kanal Masurski, polnisch Kanał Mazurski) ist eine 50,4 km lange, nicht fertiggestellte künstliche Wasserstraße, die in Ostpreußen eine schiffbare Verbindung zwischen der Masurischen Seenplatte und der Ostsee bei Königsberg (heute Kaliningrad, russ. Калининград) herstellen sollte.
Die umfangreichen Bauarbeiten fanden mit mehreren Unterbrechungen zwischen 1911 und 1942 statt, blieben aufgrund des Zweiten Weltkrieges und seiner Folgen jedoch unvollendet. Bei Baustopp waren etwa 90 % der Erdarbeiten abgeschlossen. Die Schleusen, die einen Höhenunterschied von 111,4 Metern überwinden, waren durchschnittlich zu 70 % fertiggestellt. Der Kanal war bereits geflutet, als die Wehrmacht 1944 mit einer Ausnahme alle Straßen- und Eisenbahnbrücken des Kanals sprengte.
Nachdem Ostpreußen 1946 entsprechend dem Potsdamer Abkommen geteilt wurde, liegt der 29,97 km lange nördliche Teil des Kanals in der russischen Oblast Kaliningrad. Der 20,43 km lange südliche Teil befindet sich nunmehr auf polnischem Gebiet (Woiwodschaft Ermland-Masuren). In Polen befindet sich die einzige fertiggestellte Schleuse des Masurischen Kanals. Sie regelt den Wasserstand des Jezioro Rydzówka (dt. Rehsauer See), der teilweise über den nicht schiffbaren und inzwischen stark verlandeten Masurischen Kanal abfließt.

## Geostrategische Bedeutung
Wie Danzig, Memel und Riga erstrebte Königsberg eine Verbindung mit dem Schwarzen Meer. Der Weg über den Masurischen Kanal war der kürzeste, und der Bau hätte wohl die kürzeste Zeit beansprucht. Außerdem war Königsberg auf den Verkehr mit der Ukraine durch alte und gefestigte Beziehungen eingerichtet. Ein weiterer Zubringer des Masurischen Kanals hätte die Begradigung der Pissek werden können. Als Abfluss der Masurischen Seen hätte sie eine Verbindung zwischen Johannisburg und Nowogród geschaffen. Von Nowogród wäre die Wasserstraße des Narew und des Bug bis Warschau zu benutzen gewesen. Diese Wasserstraße hätte vor allem die Waldbestände der Heide bei Białystok und den Białowieża-Urwald erschlossen.

## Verlauf

### Russland

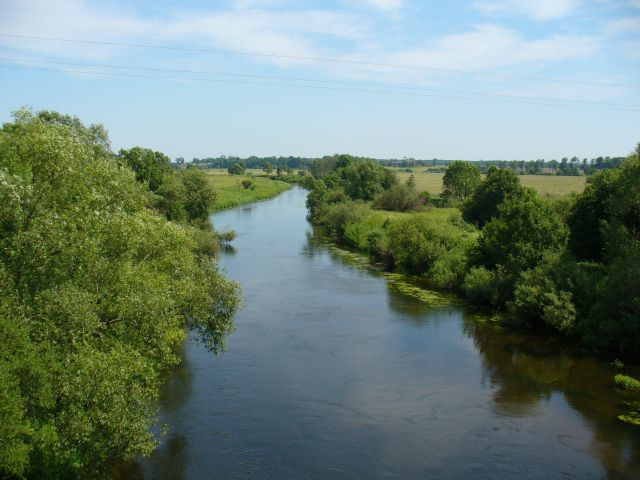
Alle bei Druschba (2006)

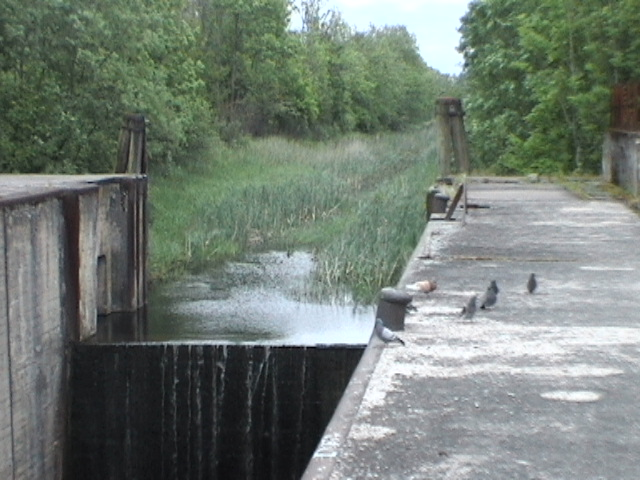
Oberhaupt der Schleuse Georgenfelde (2004)

Der Kilometer 0 des Masurischen Kanals befindet sich in der Oblast Kaliningrad an der Mündung des Kanals in die Alle (russ. Лава, Lawa) nördlich des Dorfes Druschba (Дру́жба, dt. Allenburg). Die Alle hat an der Kanalmündung einen durchschnittlichen Wasserstand von 5,1 m ü. NN. Nach dem Verlust des Hinterlandes und der meisten Verkehrsverbindungen durch die russisch-polnische Grenzziehung hat die einstige Kleinstadt Allenburg seit 1945 stark an Bedeutung verloren und es stehen nur noch die Kirche und wenige Häuser. Die Alle mündet nach 22,5 km bei Snamensk (Знаменск, dt. Wehlau) in den Pregel (russ. Преголя, Pregolja). Dieser strömt wiederum hinter Kaliningrad in das Frische Haff der Ostsee.
Der Masurische Kanal verläuft zunächst nach Süden und, nachdem er Druschba (Allenburg) passiert hat, nach Südosten. Neben der Mündungsschleuse zur Alle befindet sich auf dem ersten Abschnitt eine Schleuse an der 1944 gesprengten Brücke der ehemaligen Bahnstrecke Wehlau–Friedland (russ. Правдинск, Prawdinsk). Die Wasserstraße durchquert das Torfmoor Allenburger Torfbruch. Hinter der Schleuse Groß Allendorf, der Ort ist seit Kriegsende eine namenlose Wüstung, macht der Kanal einen Bogen in etwas mehr südliche Richtung.
Bei dem ebenfalls nicht mehr existierenden Ort Mauenwalde (russ. Некрасово, Nekrassowo) befindet sich die einzige erhaltene Straßenbrücke aus der Zeit vor 1945. Es folgen die Schleuse Wilhelmshof (russ. Мариновка, Marinowka) sowie die Brücke der noch genutzten Bahnstrecke Gerdauen (russ. Железнодорожный, Schelesnodoroschny)–Insterburg (russ. Черняховск,Tschernjachowsk) und die Schleuse in Georgenfelde (russ. Озерки, Oserki). Hier beginnt der längste Abschnitt zwischen zwei Schleusen (12,5 km). Neben der Straßenbrücke zwischen Gerdauen und Nordenburg (russ. Крылово, Krylowo) (ehemalige Reichsstraße 131, heute A196) befinden sich die Reste der ehemaligen Eisenbahnbrücke (Bahnstrecke Königsberg–Gerdauen–Nordenburg–Angerburg). Wenige hundert Meter weiter südlich verläuft bei km 29,97 die russisch-polnische Staatsgrenze quer durch das Kanalbett.

### Polen
In Polen befinden sich die ersten zugänglichen Kanalkilometer westlich von Brzeźnica (dt. Birkenfeld). Die Strecke verläuft unverändert in südöstlicher Richtung. Östlich liegt der Jezioro Oświn (dt. Nordenburger See), noch auf polnischem Gebiet. Im weiteren Verlauf des Kanals folgen die Schleusen Langenfeld (poln. Śluza Długopole) und Klein Bajohren (1938 bis 1945 Kleinblankenfelde, poln. Śluza Bajory Małe). Nachdem die unvollendete Wasserstraße die Marszałki (dt. Marschallsheide), das größte Waldgebiet der Gegend, durchquert hat, erreicht sie die Schleuse Sandhof (poln. Śluza Piaski). Die Kilometrierung des Kanals erfolgt in Polen von Süden nach Norden, weshalb am Gebäude der Kanalkilometer 9,5 angegeben ist. Nach historischer Zählung befindet sich das Bauwerk bei km 40,9. Diese einzige vor 1940 fertiggestellte Schleuse dient der Wasserstandregulierung des Jezioro Rydzówka (dt. Rehsauer See). Dieses Gewässer speist den nördlichen Teil der geplanten Wasserstraße, die den See weiter südlich durchquert.
Am südöstlichen Ufer verlässt der Kanal wieder den See; wenige hundert Meter weiter befindet sich die Bauruine der Unterschleuse Fürstenau (poln. Śluza Leśniewo Dolne). Die nur 700 m südöstlich gelegene Oberschleuse Fürstenau (poln. Śluza Leśniewo Górne) war die zehnte und letzte Schleuse des Kanals. Sie sollte mit einer Fallhöhe von 17 m die größte Schleuse des Kanals werden, war bei Baustopp jedoch nur zu 40 % fertiggestellt.
Anschließend durchquert der Kanal den Mauerwald (poln. Mamerki), in dem sich zwischen Juni 1941 und Dezember 1944 das Hauptquartier des Oberkommandos des Heeres befand. Im Wald überquert auch die Eisenbahnstrecke Rastenburg (poln. Kętrzyn) – Angerburg den Kanal. Die heutige Brücke wurde am 3. September 1948 für den Verkehr freigegeben. Südlich von Przystań (dt. Pristanien, 1938 bis 1945 Paßdorf) mündet der Kanal in den Jezioro Mamry (dt. Mauersee) (116,5 m ü. NN), den zweitgrößten See Polens (Teil der Masurischen Seenplatte). Dieser speist den südlichen Teil des Kanals; sein natürlicher Ausfluss ist der Fluss Węgorapa (dt. Angerapp). Der Mamry wird selbst von drei Zuflüssen im Norden gespeist. Wichtige Städte am Mamry sind Węgorzewo (dt. Angerburg) und Giżycko (dt. Lötzen).
Der Kanal ist noch nicht wieder schiffbar; nur im Mündungsbereich am Mauersee können Boote an einem Steg anlegen.

## Geschichte
Die Masurischen Seen dienten seit dem Mittelalter als Wasserstraße. Schon 1379 reiste Winrich von Kniprode, der damalige Hochmeister des Deutschen Ordens, mit einem Boot von Angerburg über Rhein (poln. Ryn), Johannisburg (poln. Pisz) sowie die Flüsse Pissek  (poln. Pisa), Narew und Weichsel (poln. Wisła) zur Marienburg.

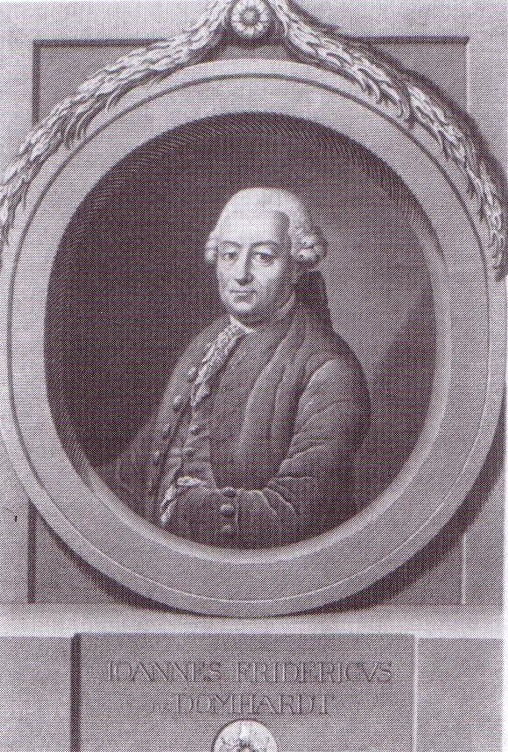
Kammerpräsident Johann Friedrich Domhardt, der den Ausbau des Flusses Angerapp vorantrieb

Im 17. und 18. Jahrhundert entstand ein schrittweiser Ausbau von Kanälen zur Verbindung der Masurischen Seen. Pläne hierzu stammten unter anderem von Józef Naronowicz-Naroński, einem polnischen Ingenieur in preußischen Diensten, und seinem Nachfolger Samuel Suchodolec (auch Suchodolski). Um die Masurischen Seen mit dem Pregel zu verbinden, sollte zunächst die Angerapp schiffbar gemacht werden. Der Ausbau des Flusses begann 1764 auf Initiative des Kammerpräsidenten Johann Friedrich Domhardt. Aufgrund finanzieller und technischer Probleme bei der Regulierung des stark mäandrierenden Flusses wurde das Projekt 1774 wieder aufgegeben. Als Transportweg für Holz konnte die Angerapp jedoch weiterhin genutzt werden. Während der Koalitionskriege wurden die wassertechnischen Bauwerke zerstört, der Fluss war nicht mehr schiffbar.

### Planung

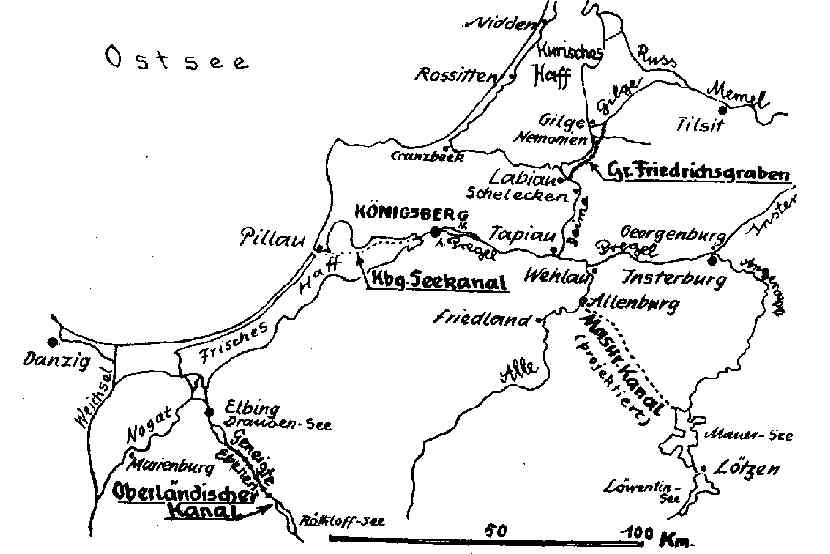
Verlauf des Masurischen Kanals, historische Projektkarte

Der erste Entwurf eines Kanals, der den Mauersee mit der Alle verbinden sollte, stammt aus dem Jahr 1849. Technisch konkrete Pläne entstanden 1862 unter einem Ingenieur Lange. Das damalige Projekt, noch unter der Bezeichnung Allenburger Kanal, stimmte mit der heutigen Strecke überein. Die Schiffbarmachung der Alle wurde schon 1796 von dem Mühlenbesitzer Döhnecke in Schippenbeil (poln. Sępopol) auf Staatskosten begonnen. Die Arbeiten erwiesen sich, wie bei der Angerapp, als schwierig. Dennoch konnte der Fluss von Wehlau bis Friedland reguliert werden. Im Kriegsjahr 1807 war der Fluss zur Beförderung von Ausstattung und Nahrungsmitteln für die an der Alle lagernden Truppen von großer Wichtigkeit. Seit dem 19. Jahrhundert diente das Gewässer besonders dem Ziegeltransport. Vor allem in der Umgebung von Allenburg hatten sich viele Ziegeleien niedergelassen.
Die Planer der Wasserstraße entwarfen einen 50 km langen Kanal zwischen dem Mauersee und der Alle mit sieben Staustufen. Statt Schleusen sollten zur Überwindung des Höhenunterschiedes von mehr als 111 Metern sogenannte Geneigte Ebenen dienen. Das Verfahren hatte sich auf dem wenige Jahre vorher eröffneten Oberländischen Kanal bewährt. Hierzu wurden die Schiffe auf einen Schienenwagen verladen und mittels einer Standseilbahn zur nächsten Staustufe befördert. Der Antrieb sollte ausschließlich durch Wasserkraft erfolgen. Um die nötige Wassermenge zu stauen, sollte dem Masurischen Kanal Wasser aus der Angerapp und der Pissa zugeführt werden. Die Wasserstraße sollte Schiffe mit einer Wasserverdrängung von 100 Tonnen befördern. Das Projekt, dessen Gesamtkosten auf neun Millionen Goldmark (aktuell etwa 81.000.000 Euro) geschätzt wurden, wurde 1874 vom Preußischen Landtag beschlossen. Es kam jedoch nicht zur Ausführung, da man sich verkehrspolitisch auf den Ausbau eines Eisenbahnnetzes konzentrierte.

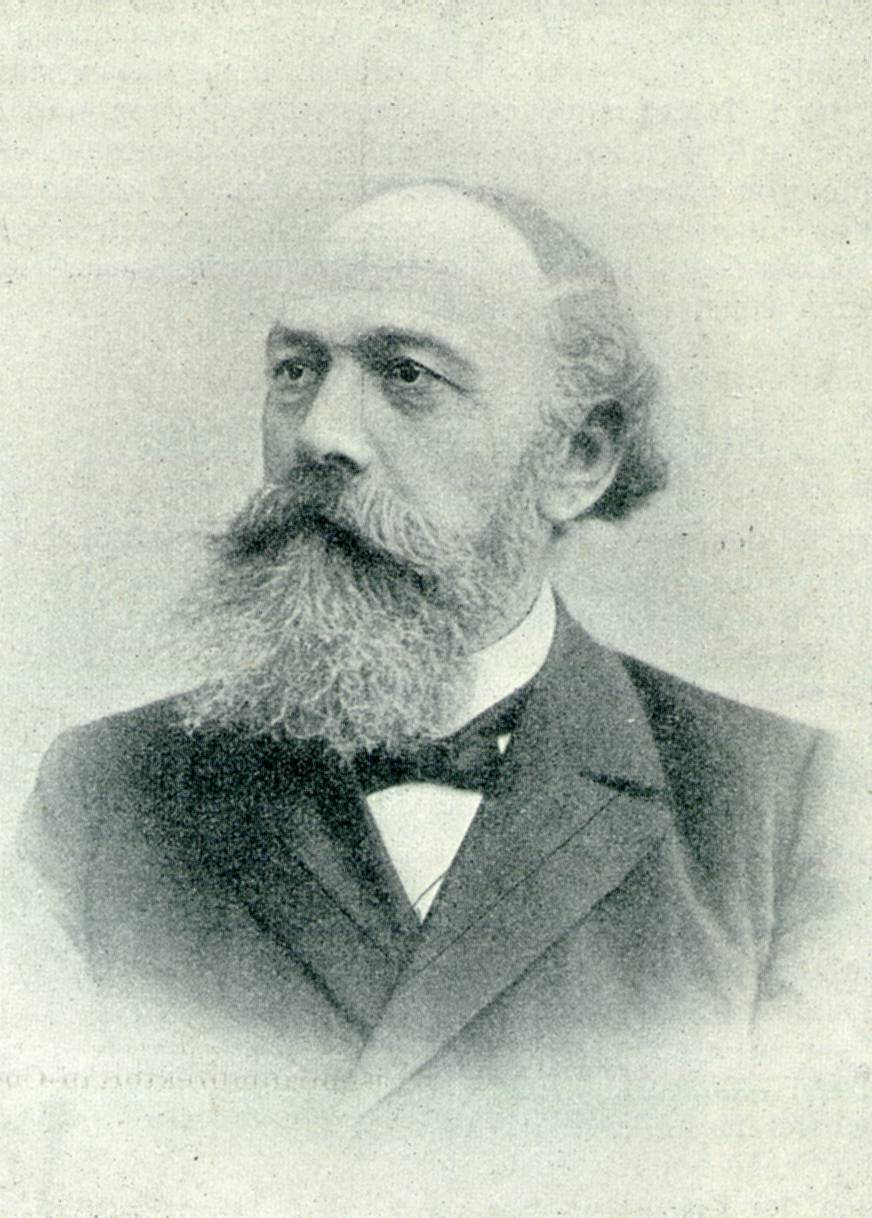
Otto Intze auf einer Fotolithografie von 1898. Der Ingenieur erstellte ein Gutachten zum Masurischen Kanal.

In den 1890er Jahren regten Landwirte das Projekt erneut an. Der Architekt Hess unternahm eine Erkundungsfahrt auf der Masurischen Seenplatte und publizierte 1892 die Broschüre „Der Masurische Schiffahrtskanal in Ostpreußen“, die vom Landwirtschaftlichen Central-Verein für Litauen und Masuren in Insterburg herausgegeben wurde. Der renommierte Professor für Wasserbau Otto Intze bewertete das Projekt als gelungen. In seinem „Gutachten über die Nutzbarmachung erheblicher Wasserkräfte durch den Masurischen Schiffahrtskanal“ von 1894 schlug er zur besseren wirtschaftlichen Ausnutzung des Objekts den Bau von Wasserkraftwerken an den Staustufen vor. Der Kanal sollte außerdem die Entwässerung von rund 17.000 bis 19.000 Hektar Wiesen und Sumpfwiesen und die Ableitung des überschüssigen Wassers aus dem Mauersee und dem Rehsauer See ermöglichen.
Das Preußische Parlament billigte 1898 den Ankauf des benötigten Baulandes im Wert von 200.000 Goldmark (umgerechnet derzeit 2.000.000 Euro). Am 14. Mai 1908 beschloss die Regierung endgültig den Bau der Wasserstraße. Grundlage war ein neuer Entwurf von 1906/07, der die Verwendung von Sparschleusen vorsah und auf eine Nutzbarmachung der Wasserkraft verzichtete. Der Kanal sollte den Handel zwischen den mitteldeutschen Industrieregionen und Ostpreußen anregen. Land- und forstwirtschaftliche Produkte der hiesigen Region sollten gegen Kohle, Dünger, Eisenwaren und militärische Ausrüstung getauscht werden. Auch eine touristische Nutzung des Kanals und der Einsatz von Personenschiffen war vorgesehen.

### Bau des Masurischen Kanals

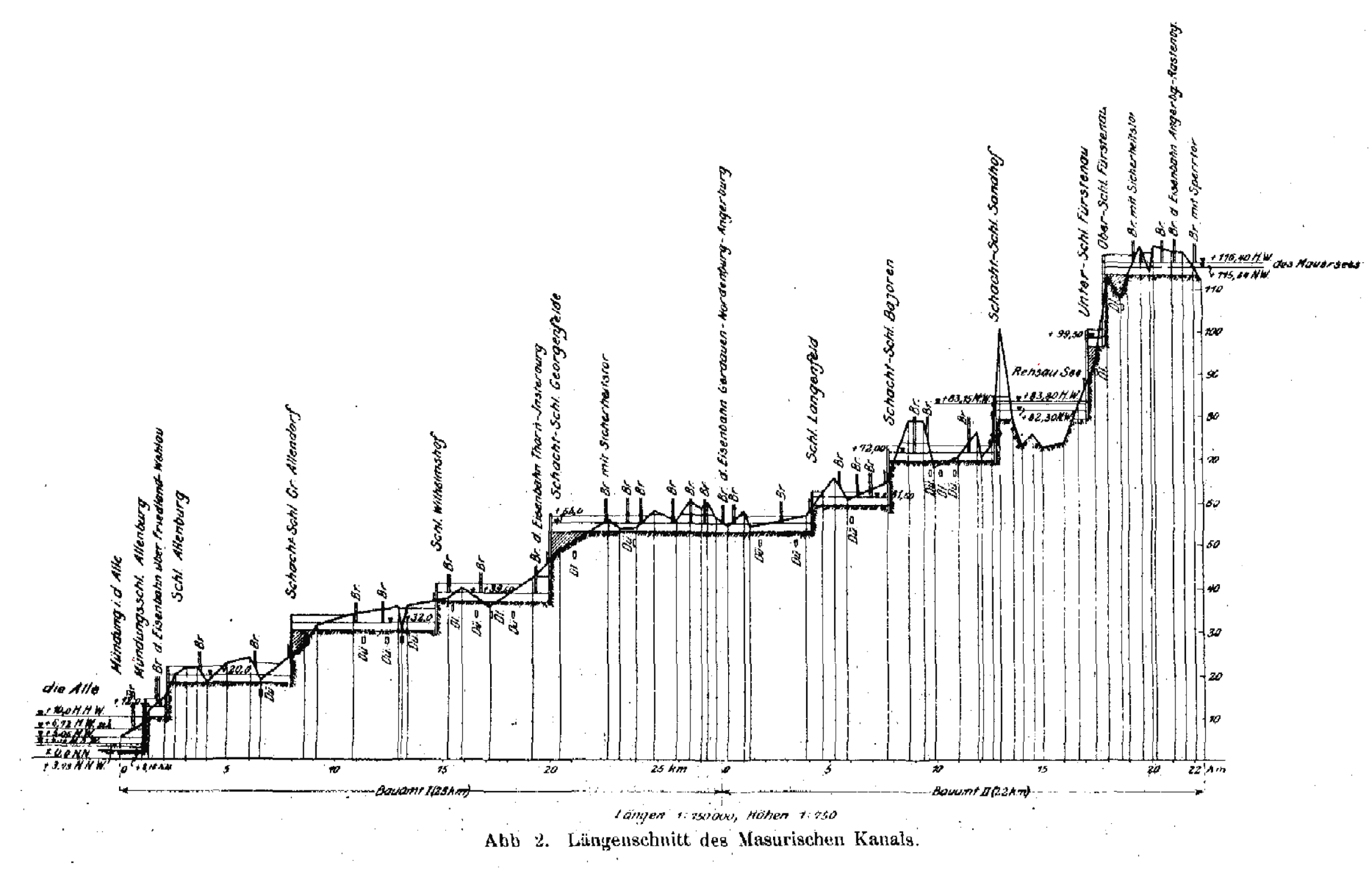
Längen- und Höhenprofil des Masurischen Kanals, um 1911

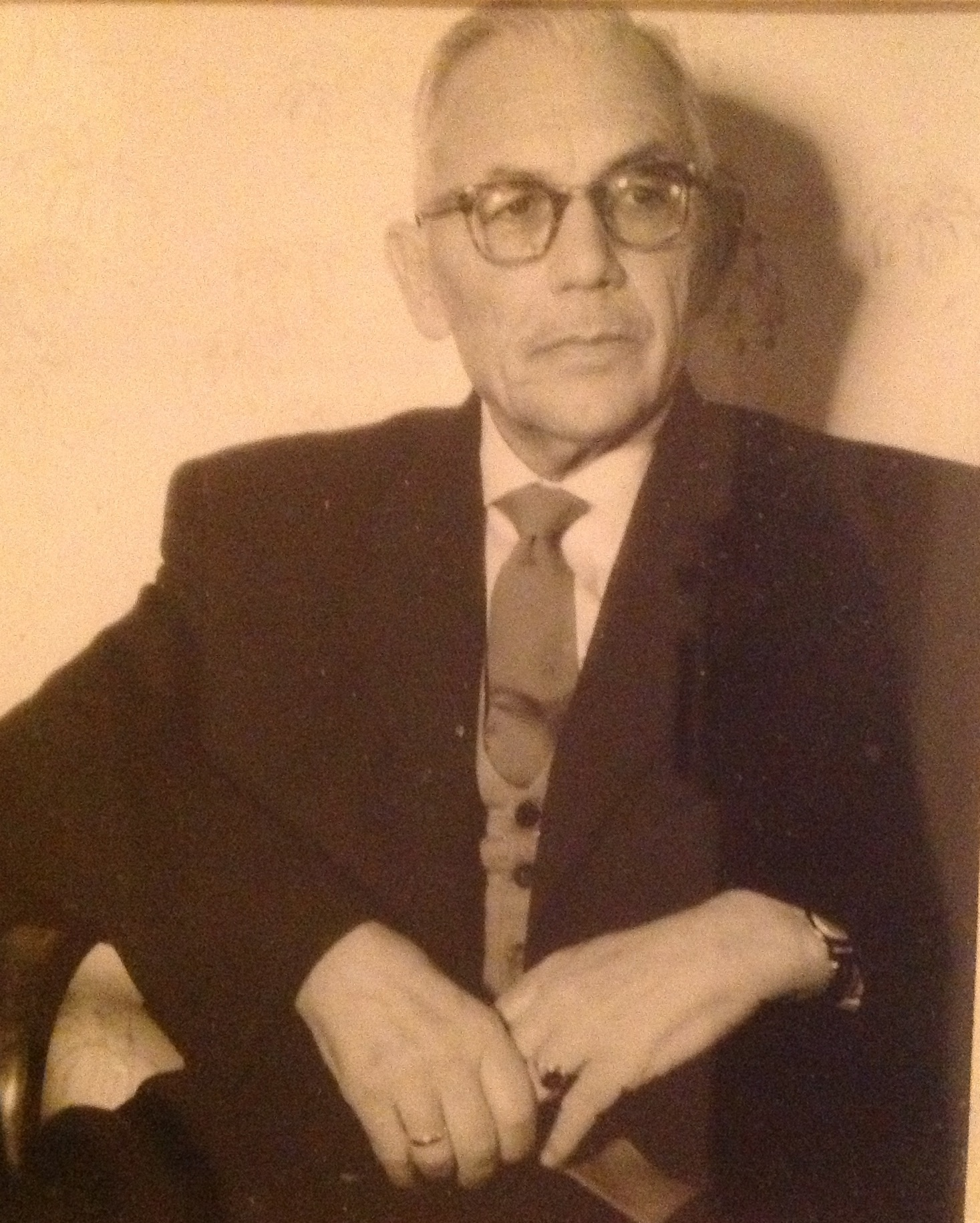
Baumeister Fritz Christoph Carl Flöge

1910 wurde an der Alle mit dem Bau einer Schleuse mit einer Länge von 55 Metern und 9,6 Metern Breite begonnen. Der Bau des Masurischen Kanals begann ein Jahr später. Das Projekt wurde von zwei Arbeitsgruppen realisiert. Die Verwaltungszentrale befand sich in Insterburg, die Bauaufsicht in Königsberg. Mit dem Bau beauftragte Firmen waren unter anderem Philipp Holzmann und Dyckerhoff & Widmann. Das Preußische Ministerium für Öffentliche Arbeiten (ab 1919 Reichsverkehrsministerium) stellte die Bauarbeiten nach Ausbruch des Ersten Weltkrieges 1914 wieder ein.
Um 1920 wurde der Bau des Kanals als Notstandsarbeit weitergeführt. Viele Arbeiter aus dem Westen Deutschlands kamen und wurden zum Teil in Baracken einquartiert. Ein Teil von ihnen wurde dauerhaft in Ostpreußen sesshaft. Unter der Leitung von Baumeister Fritz Christoph Carl Flöge wurden die Arbeiten an dem Prestigeobjekt erfolgreich fortgesetzt. Baumeister Flöge entwickelte wirtschaftliche Ablaufvarianten und verbesserte das Arbeiten am Kanal maßgeblich. Weiterhin wurden die schwierigen hydrostatischen Gegebenheiten durch spezielle Arbeitstechniken gelöst, die Baumeister Flöge erstmals hier anwendete. Auch die Technikvarianten der Seilzüge und Loren wurden durch Baumeister Flöge erneut ins Gespräch gebracht, diskutiert und verbessert. Die Arbeiten am Kanal förderten die örtliche Wirtschaft. 1922 stoppte man die Arbeiten erneut, diesmal wegen der anhaltenden Inflation.

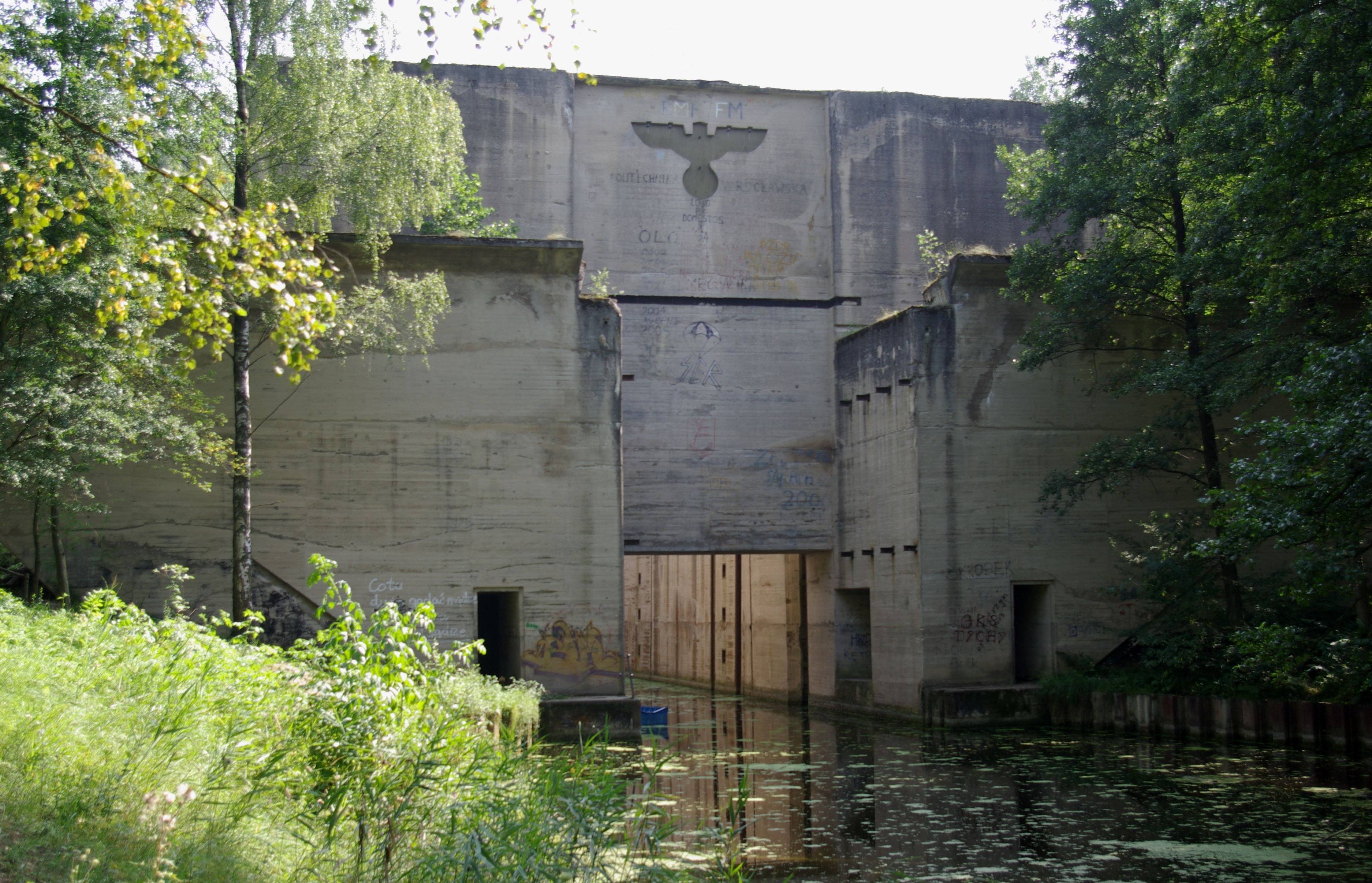
Oberschleuse Fürstenau (poln. Śluza Leśniewo Górne), 2010

Nach der Machtergreifung der Nationalsozialisten wurde der Bau des Kanals im Rahmen eines Aktivierungsprogramms für die ostpreußische Wirtschaft ab 1934 fortgesetzt. Außerdem verstärkte man das Kanalbett und modernisierte die bereits bestehenden Schleusen und Brücken. Zur Arbeit wurden sowohl Zwangsarbeiter als auch die örtliche Bevölkerung herangezogen. Der Reichsarbeitsdienst richtete in Allenburg ein Lager ein. 1936 bezeichneten Fachleute den Bau des Masurischen Kanals als zweitgrößtes Projekt Ostpreußens, das nur von den Großbaustellen der Reichsautobahn Berlin–Königsberg übertroffen werde. Nach Kriegsausbruch 1939 wurden die Arbeiten am Kanal gebremst. Große Teile des Materials und der Arbeiter wurden zum Bau der Bunker im Mauerwald und in der Wolfsschanze benötigt. 1942 brach man die Arbeiten am Kanal gänzlich ab. Bis dahin wurden in den Bau etwa 40 Mio. Reichsmark (heute etwa 208.000.000 Euro) investiert. Es gibt Gerüchte, nach denen der Kanal zum Transport von U-Booten vorgesehen war, die in Mauerwald hätten hergestellt bzw. repariert werden sollen. Historische Beweise für diese Vermutungen existieren jedoch nicht. Vor dem Einmarsch der Roten Armee flüchteten die meisten Bewohner Ostpreußens. 1944 sprengte die Wehrmacht bis auf eine Ausnahme alle Brücken des Masurischen Kanals.

### Nach Kriegsende
Zahlreiche Geräte und Anlagen des Kanals sowie noch herumliegendes Baumaterial wurden direkt nach dem Einmarsch der sowjetischen Truppen als Kriegsbeute demontiert. Am 19. September 1945 berichtete der Aufseher der örtlichen Wasserwege vom schlechten Zustand des Masurischen Kanals. Später machte das sowjetische Ministerium für Kommunikation unter anderem auf die stark beschädigten Schleusen aufmerksam. Nachdem am 4. Februar 1946 der Vertrag über die Grenzziehung auf dem Gebiet des ehemaligen Ostpreußens ratifiziert wurde, durchschnitt die polnisch-russische Staatsgrenze die nicht fertiggestellte Wasserstraße.
Bis 1947 verließen die meisten der wenigen hier gebliebenen deutschen Bewohner das einstige Ostpreußen. Anschließend wurde der polnische Teil des Gebiets im Rahmen der Akcja Wisła (dt. Aktion Weichsel) unter anderem mit vertriebenen Ukrainern und Südostpolen besiedelt. In die Oblast Kaliningrad kamen in erster Linie Angehörige der hier ansässigen Garnisonen. Daneben siedelten sich hier Menschen an, die im Krieg ihre Heimat oder ihre Familie verloren hatten, aber auch heimkehrende Soldaten und Personen, die verpflichtet wurden, sich in dieser Region anzusiedeln. Das Kaliningrader Gebiet wurde zu einem Militärsperrbezirk, in den selbst Sowjetbürger nur mit Sondergenehmigung einreisen konnten. 1991 wurde das Gebiet im Zuge der Perestroika für Besucher geöffnet. Bedingt durch die immer noch restriktiven Zoll- und Grenzbeschränkungen zwischen Polen und dem Kaliningrader Gebiet, wird der Weiterbau des Masurischen Kanals bisher als unrentabel eingeschätzt.

## Ausbau und Abmessungen

### Regelquerschnitt des Kanals

Projektiertes Regelprofil des Masurischen Kanals

Angelegt war der Kanal mit einer Tiefe von 2,5 bis 3,0 m sowie einer Breite von 23 m am Wasserspiegel und 13 m am Grund. Die im Verhältnis 1:2,5 geneigte Böschung und der Grund des Kanals wurden auf der gesamten Länge mit einer 20 cm dicken Steinschicht bedeckt, um Versickern des Betriebswassers sowie Erosion durch Strömung und Wellenschlag vorzubeugen. Da das Kanalbett in einigen Abschnitten durch wasserdurchlässige Torferde verläuft, wurde der Kanalboden streckenweise mit Beton verstärkt. Der Kanal hat einen kleinsten Krümmungshalbmesser von 400 m. Der heutige Wasserstand variiert zwischen 1,40 und 1,80 m; das Ufer ist größtenteils verlandet.

### Regelschiffe
Der Kanal war für sogenannte Finowmaßkähne mit einer Länge von 40,20 m, einer Breite von 4,60 m und einem Tiefgang von 1,40 m vorgesehen. Dies entsprach einer Wasserverdrängung von mehr als 250 t.

## Schleusen

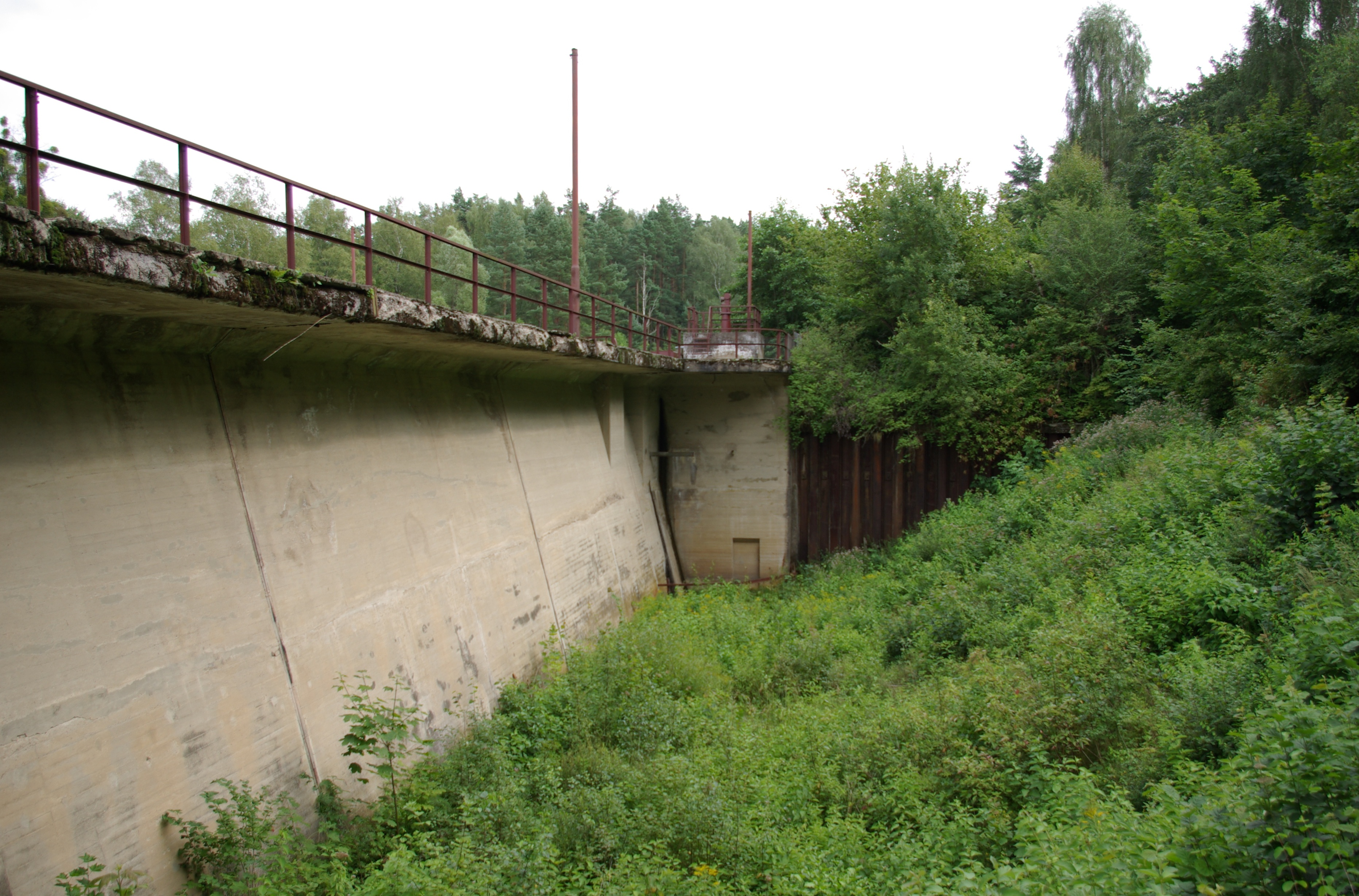
Sparbecken der Schleuse Sandhof (poln. Śluza Piaski), 2010

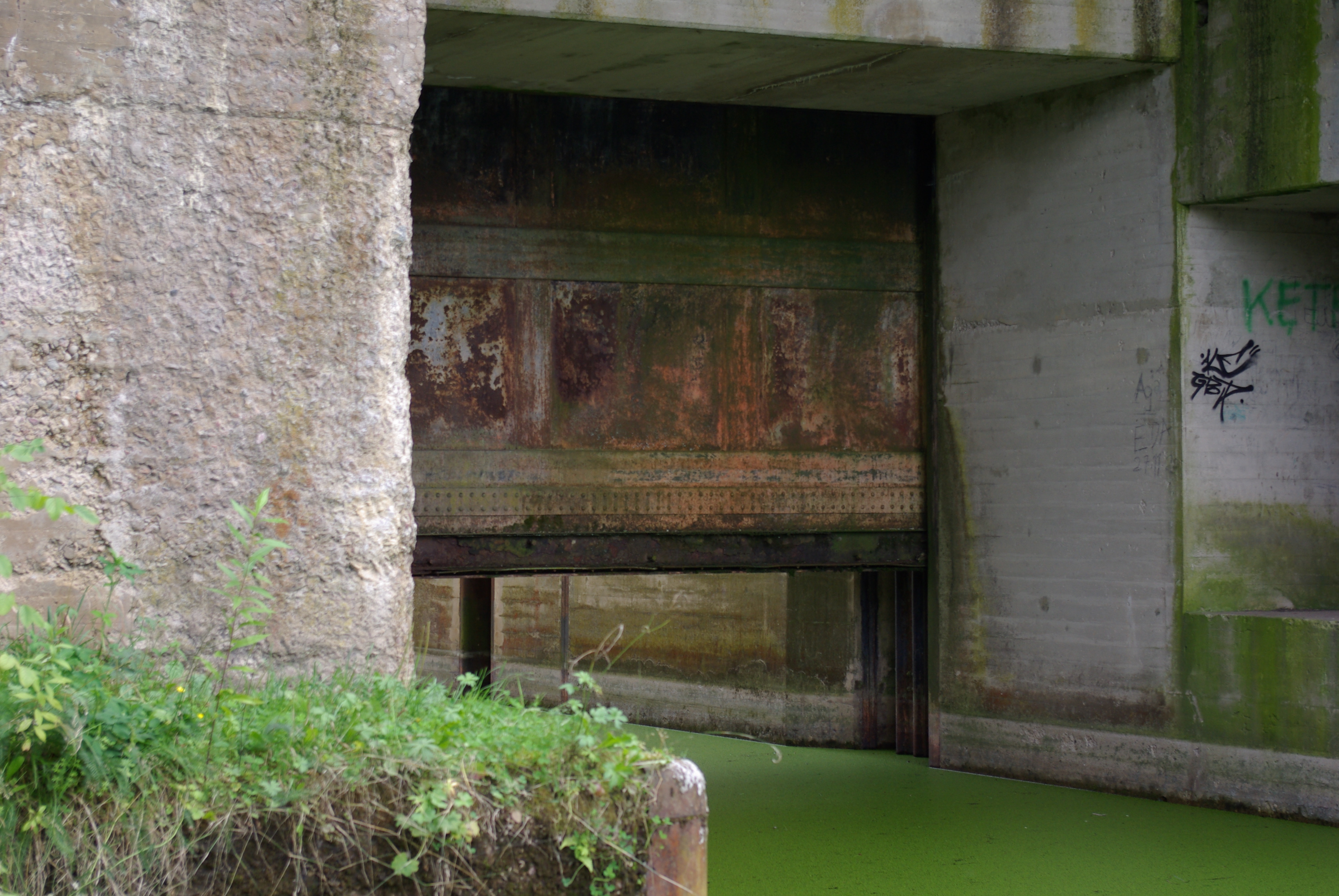
Unterhaupt und Blick in die Schleusenkammer der Schleuse Sandhof (poln. Śluza Piaski), 2010

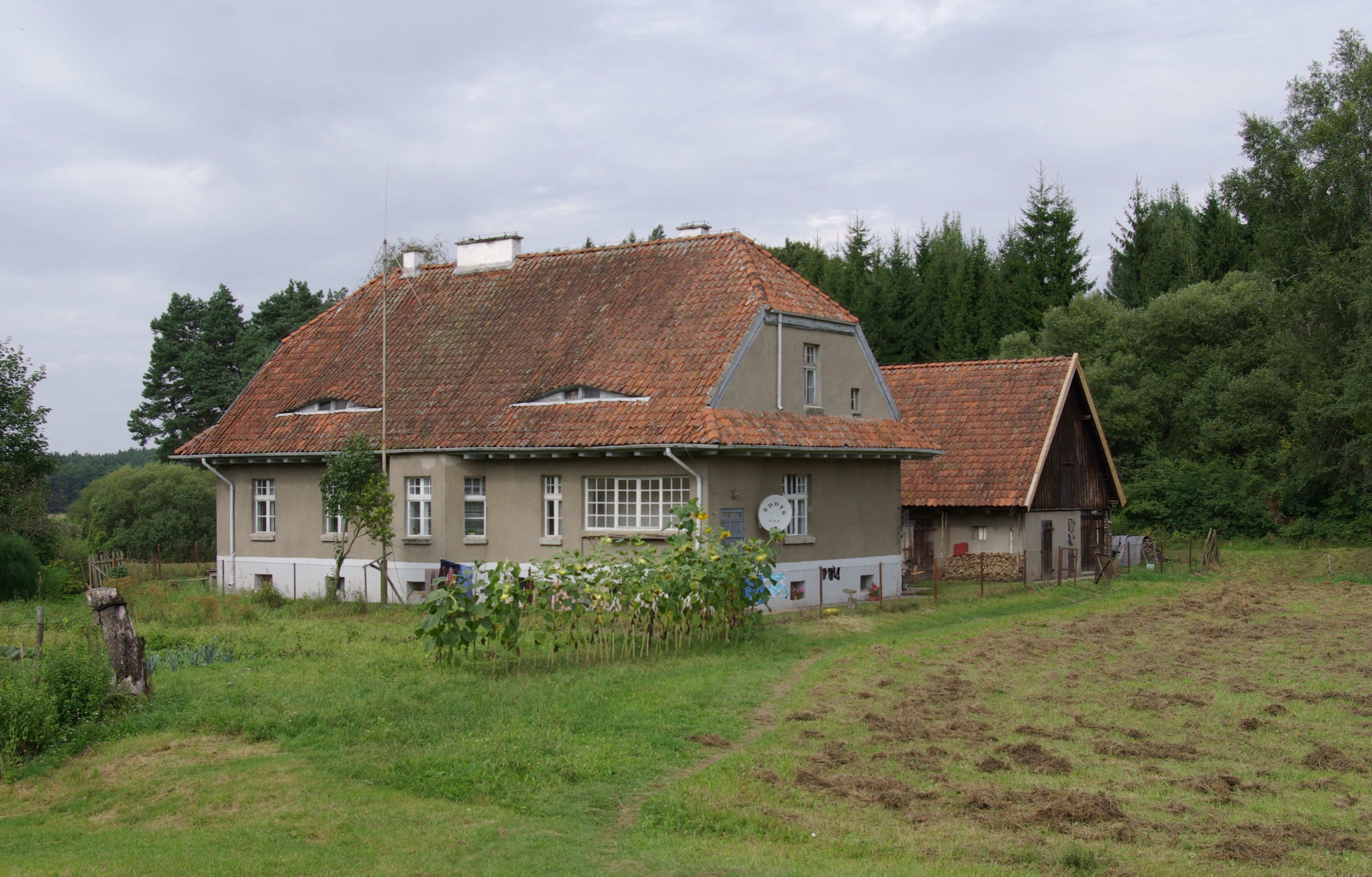
Schleusenwärterhaus der Schleuse Sandhof (poln. Śluza Piaski), 2010

Die insgesamt zehn Schleusen des Masurischen Kanals entstanden in Stahlbeton-Bauweise. Sie verfügen jeweils über eine 45 m lange, 7,70 m breite und 2,50 m tiefe Schleusenkammer. Die Fallhöhen der Schleusen, von denen neun als Sparschleusen konzipiert waren, betragen zwischen 5,80 und 17,0 m. Die Unterhäupter von sieben Schleusen wurden als Hubschütze konzipiert, drei Schleusen verfügen aufgrund der geringen Fallhöhe nur über einfache Doppelschütze. Alle Schütze waren aus vernietetem Stahl gefertigt. Die Hubschütze sollten elektrisch betrieben werden. Im Notfall war eine manuelle Bedienung durch vier Personen vorgesehen. An manchen Schleusen befanden sich bereits vor 1940 Schleusenwärterhäuser, von denen einige noch unverändert erhalten sind.
| Name                                                                               | Kanalkilometer | Staulänge (km) | Höhe (m ü. NN) | Fallhöhe (m) | Vollendet zu (%) |
| ---------------------------------------------------------------------------------- | -------------- | -------------- | -------------- | ------------ | ---------------- |
| Schleuse Allenburg I (russ. Дру́жба Druschba, Mündungsschleuse)                     | 1,2            | 1,0            | 12,0           | 06,9         | 90               |
| Schleuse Allenburg II (russ. Дру́жба Druschba) (Bahnhofsschleuse)                   | 2,2            | 5,8            | 20,0           | 08,0         | 80               |
| Schleuse Groß Allendorf (Wüstung)                                                  | 8,0            | 6,4            | 32,0           | 12,0         | 90               |
| Schleuse Wilhelmshof (russ. Мариновка Marinowka)                                   | 14,40          | 5,4            | 39,5           | 07,5         | 85               |
| Schleuse Georgenfelde (russ. Озерки Oserki)                                        | 19,80          | 12,50          | 55,0           | 15,5         | 95               |
| Schleuse Langenfeld (poln. Śluza Długopole)                                        | 32,30          | 3,5            | 60,8           | 05,8         | 20               |
| Schleuse Klein Bajohren (1938 bis 1945 Kleinblankenfelde, poln. Śluza Bajory Małe) | 35,80          | 5,1            | 72,0           | 11,2         | 70               |
| Schleuse Sandhof (poln. Śluza Piaski)                                              | 40,90          | 04,45          | 83,3           | 11,3         | 1000             |
| Unterschleuse Fürstenau (poln. Śluza Leśniewo Dolne)                               | 45,35          | 0,7            | 99,5           | 16,2         | 15               |
| Oberschleuse Fürstenau (poln. Śluza Leśniewo Górne)                                | 46,05          | 04,35          | 116,50         | 17,0         | 40               |

## Wasserhaushalt
Das Betriebswasser sollte hauptsächlich aus dem Mauersee und dem Rehsauer See stammen. Dem Mauersee sollte dazu vermehrt Wasser durch die Sapina aus dem Goldapgarsee (auch Goldapger See, poln. Gołdopiwo) zugeführt werden. Dazu wurde bei dem Dorf Wiesental (Przerwanki) die Przerwanki-Schleuse errichtet. Daneben wurden zahlreiche kleinere Wasserläufe in den Kanal geleitet. Um Wasser bei zu starkem Zulauf geregelt ablaufen lassen zu können, wurden mehrere sogenannte Zwangsentlastungen (Überläufe) eingebaut. Durch flache Stellen in der Böschung konnte das überschüssige Wasser abfließen. Unter dem Kanalbett verlaufen 36 Durchlässe für die den Kanal kreuzenden Gewässer. Der aufwendige Bau von Trogbrücken war nicht nötig.

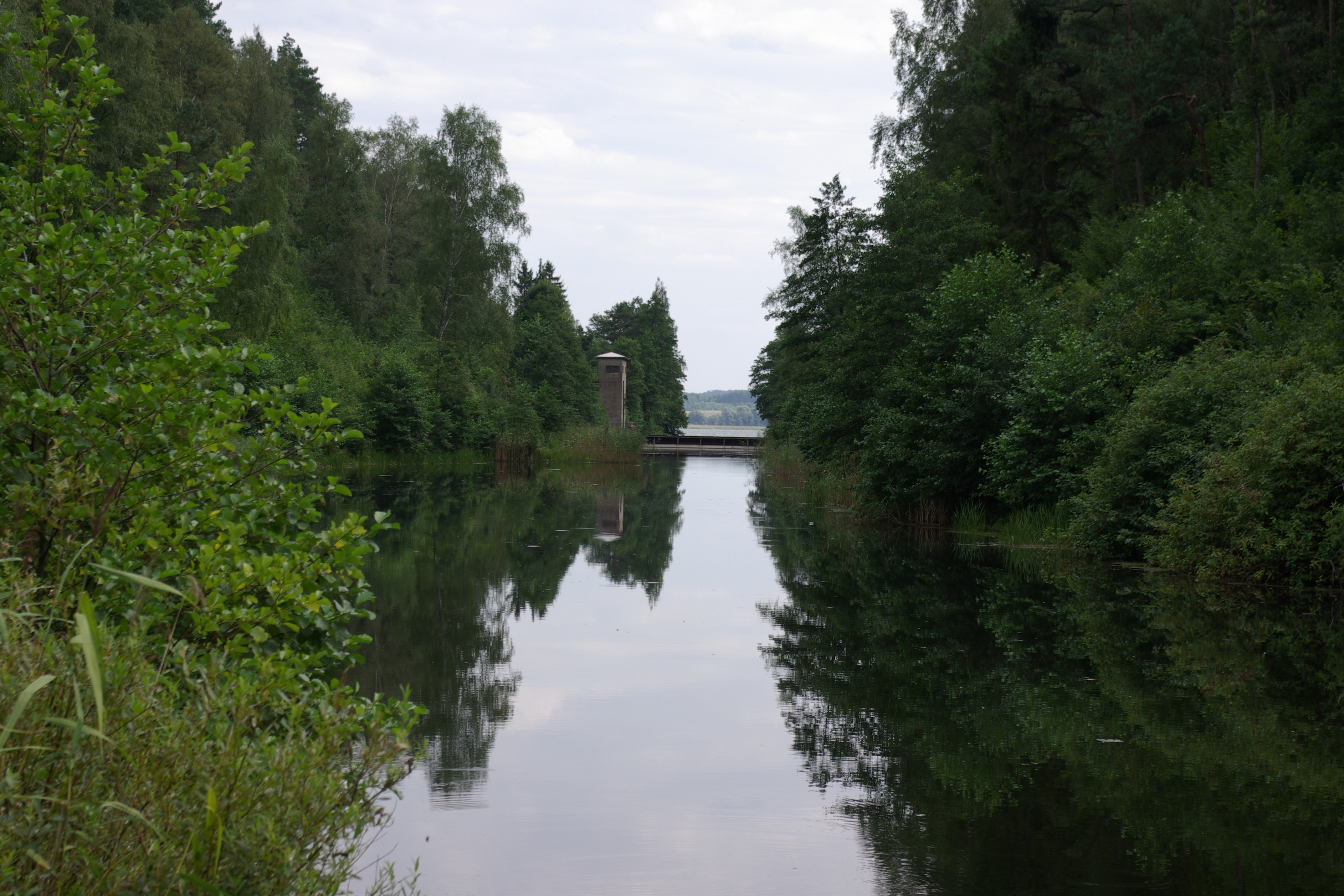
Walzenwehr vor dem Jezioro Rydzówka (dt. Rehsauer See), 2010

Neben der Funktion als Wasserstraße sollte der Kanal auch zur Abfuhr von überschüssigem Wasser aus den Masurischen Seen dienen. Die Oberschleuse Fürstenau sollte den Wasserstand des Mauersees, die Schleuse Sandhof den Pegel des Rehsauer Sees regeln. Zwischen den Schleusen und den Mündungen zu den Seen wurde jeweils ein manuelles Walzenwehr errichtet, um bei Hochwasser die jeweilige Schleuse entlasten zu können.
Die Schleuse Sandhof (poln. Śluza Piaski), die als einzige fertiggestellt wurde, und das Walzenwehr am Rehsauer See erfüllen diese Aufgaben bis heute. Im Rehsauer See entspringt der Fluss Rawda (dt. Rafda), der als einziger Zufluss den Jezioro Oświn (dt. Nordenburger See) speist. Da letzterer stark von Verlandung bedroht ist, erfüllt die Schleuse Sandhof einen wichtigen Beitrag zum Erhalt des Gewässers. Das Walzenwehr am Mamry ist gegenwärtig außer Betrieb und durch zwei Kofferdämme ersetzt.
Vor längeren Abschnitten des Kanals mit seinen bis zu neun Meter hohen Dämmen befanden sich sogenannte Sicherheitstore. Im Falle eines Lecks, beispielsweise durch einen Dammbruch, konnte man diese mit Plattenschützen verschließen, um ein Auslaufen des ganzen Kanalabschnittes zu verhindern. Die Sicherheitstore befanden sich ausschließlich an später gesprengten Brücken, weshalb keines von ihnen erhalten ist.

## Brücken
Bis 1944 gab es an der im Bau befindlichen Wasserstraße neben den Brücken an den Schleusen noch 25 weitere Wege- bzw. Straßenbrücken, wovon lediglich zwei als zweispurige Straßenbrücken ausgebaut waren. Daneben existierten vier Eisenbahnbrücken. Alle Brücken wurden, mit einer Straßenbrücke als Ausnahme, von der Wehrmacht gesprengt als 1944 die Rote Armee einmarschierte. Die einzige noch erhaltene Brücke aus der Zeit vor 1944 befindet sich bei der Wüstung Mauenwalde (russ. Некрасово, Nekrassowo). Nach dem Krieg wurde auf dem russischen Gebiet ein Großteil der Straßenbrücken nicht wieder aufgebaut. Zwei der ehemals vier Bahnstrecken, die den Kanal überquerten, sind teilweise in Betrieb.

## Flora und Fauna
Aufgrund seiner abgeschiedenen Lage befinden sich in der unmittelbaren Umgebung des Kanals viele Naturschutzgebiete. Der polnische Abschnitt ist einerseits von der hügeligen Landschaft der nördlichen Masurischen Seenplatte geprägt. Auf den zahlreichen unter Naturschutz stehenden Inseln und im Uferbereich des Jezioro Mamry (Mauersee) und des Jezioro Rydzówka (Rehsauer See) siedeln unter anderem Kormorane, Graureiher, Gänsesäger, Schellenten und Rohrdommeln.
Südlich der Staatsgrenze durchquert der Kanal das 216 Hektar große Naturschutzgebiet Bajory, das hauptsächliche aus einem Eichen-Hainbuchen-Wald besteht. Hier leben zahlreiche seltene Vögel wie Schwarzstörche, Schnatterenten, Kraniche, Waldwasserläufer, Grauspechte, Weißrückenspechte, Schwarzmilane, Rohrweihen sowie Schreiadler, Fischadler und Seeadler. Zu den hier vorkommenden Säugetieren zählen Europäische Biber, Otter, Hirsche, Elche, Füchse, Dachse und Wölfe.
Das Landschaftsbild im russischen Abschnitt des Kanals wird von leicht gewelltem Flachland mit Moränenhügeln, Feldern und Wald geprägt. Daneben durchquert der Kanal auch hier einige Moorgebiete. Im Gegensatz zur polnischen Seite gibt es dort keine größeren Seen. Eine Besonderheit ist das etwa 10 bis 15 km nordwestlich von Druschba (dt. Allenburg) gelegene Zehlau-Bruch (russ. Zapowiednik Osierski), auch die Zehlau genannt. In dem ehemals einzigen noch wachsenden Hochmoor Deutschlands mit einer Fläche von 23 km² finden militärische Übungen statt. In Zukunft soll es Teil eines Naturschutzgebietes mit einer Gesamtfläche von 130 km² werden. Das bis zu acht Meter hohe Moor wird im Norden von drei Seiten vom ehemaligen Frisching-Forst (russ. Les Osierski) umgeben. Im Süden grenzt es an eine unbewaldete Ebene. Russische Biologen haben auf dem Hochmoor 19 Pflanzenarten und sechs Tierarten nachgewiesen, die auf der Roten Liste gefährdeter Arten stehen.